# Eupithecia subscriptaria
Eupithecia subscriptaria là một loài bướm đêm trong họ Geometridae.